# Odkrycie profesora Krippendorfa
Odkrycie profesora Krippendorfa (tytuł oryg. Krippendorf’s Tribe) – amerykańska komedia filmowa z 1998 roku. Ekranizacja noweli Franka Parkina.

## Treść
Antropolog James Krippendorf samotnie wychowuje trójkę dzieci. Przez ostatnie dwa lata żył z dofinansowania, które zostało mu przyznane przez uniwersytet na badania naukowe Nowej Gwinei. Profesor jednak, zamiast udać się do Nowej Gwinei, roztrwonił te środki na bieżące wydatki. Problem pojawia się, gdy władze uczelni domagają się sprawozdania z  jego pracy. Profesor wymyśla więc historię o fikcyjnym dzikim plemieniu, które rzekomo odkrył w Nowej Gwinei. By uwiarygodnić swoją opowieść nakręca film, w którym jego rodzina gra tubylców. Od tej pory zyskuje sławę wielkiego odkrywcy.

## Obsada
- Richard Dreyfuss – prof. James Krippendorf
- Jenna Elfman – prof. Veronica Micelli
- Natasha Lyonne – Shelly Krippendorf
- Gregory Smith – Mickey Krippendorf
- Carl Michael Lindner – Edmund Krippendorf